# Droga ekspresowa S3 (Polska)
Droga ekspresowa S3 – droga ekspresowa w zachodniej części Polski na terenie województw: zachodniopomorskiego, lubuskiego i dolnośląskiego o planowanej długości 470,6 km, wytyczona południkowo ze Świnoujścia do Lubawki. Jednocześnie stanowi fragment międzynarodowej trasy E65, leżącej w transeuropejskim korytarzu transportowym (TEN-T).
Obecnie trasa na odcinku Parłówko – Lubawka jest drogą ekspresową. Na pozostałych odcinkach posiada kategorię drogi krajowej i jest zarządzana przez Generalną Dyrekcję Dróg Krajowych i Autostrad (GDDKiA). Docelowo na całej swej długości będzie posiadała klasę techniczną S. Została zaplanowana jako droga o przekroju dwujezdniowym, czteropasmowym. Najdłuższy odcinek znajduje się na terenie województwa lubuskiego (odległość od granicy z zachodniopomorskim do granicy z dolnośląskim wynosi 184 km).
Dla pojazdów samochodowych oraz zespołów pojazdów o dopuszczalnej masie całkowitej (dmc) do 3,5 tony przejazd S3 jest bezpłatny. Pojazdy o dmc powyżej 3,5 tony, a także autobusy niezależnie od dmc, podlegają na niej elektronicznemu systemowi poboru opłat e-TOLL (w latach 2011–2021 viaTOLL).

## Przebieg drogi
Prowadzi południkowo od zespołu portów morskich Świnoujście-Szczecin na północy, wzdłuż zachodniej granicy państwa, przez ośrodki miejskie Gorzowa Wielkopolskiego i Zielonej Góry oraz Zagłębie Miedziowe do granicy z Czechami na południu. Za pośrednictwem linii promowych obsługiwanych przez Terminal Promowy w Świnoujściu zapewnia najkrótsze bezpośrednie połączenie południowej Skanii (E65 w Ystad oraz E22 w Trelleborgu) z północnymi Czechami (rejon Hradca Kralove i Pardubic), Pragą (D11) oraz portami basenu Morza Śródziemnego.
Północna część S3 w Szczecinie i okolicy włączona jest w sieć autostrad europejskich za pośrednictwem autostrady A6, z którą droga posiada wspólny przebieg pomiędzy węzłami Rzęśnica i Klucz (18,3 km). Środkowa część włączona jest poprzez autostradę A2 (węzeł Jordanowo), a południowa poprzez autostradę A4 (węzeł Legnica Południe). Droga stanowi fragment szlaku łączącego aglomerację szczecińską z Trójmiastem (wraz z budowaną drogą ekspresową S6), za pośrednictwem autostrady A2 połączy ją również z aglomeracją poznańską, łódzką i warszawską, a przez autostradę A4 z aglomeracją wrocławską, konurbacją górnośląską oraz aglomeracją krakowską.

## Historia budowy

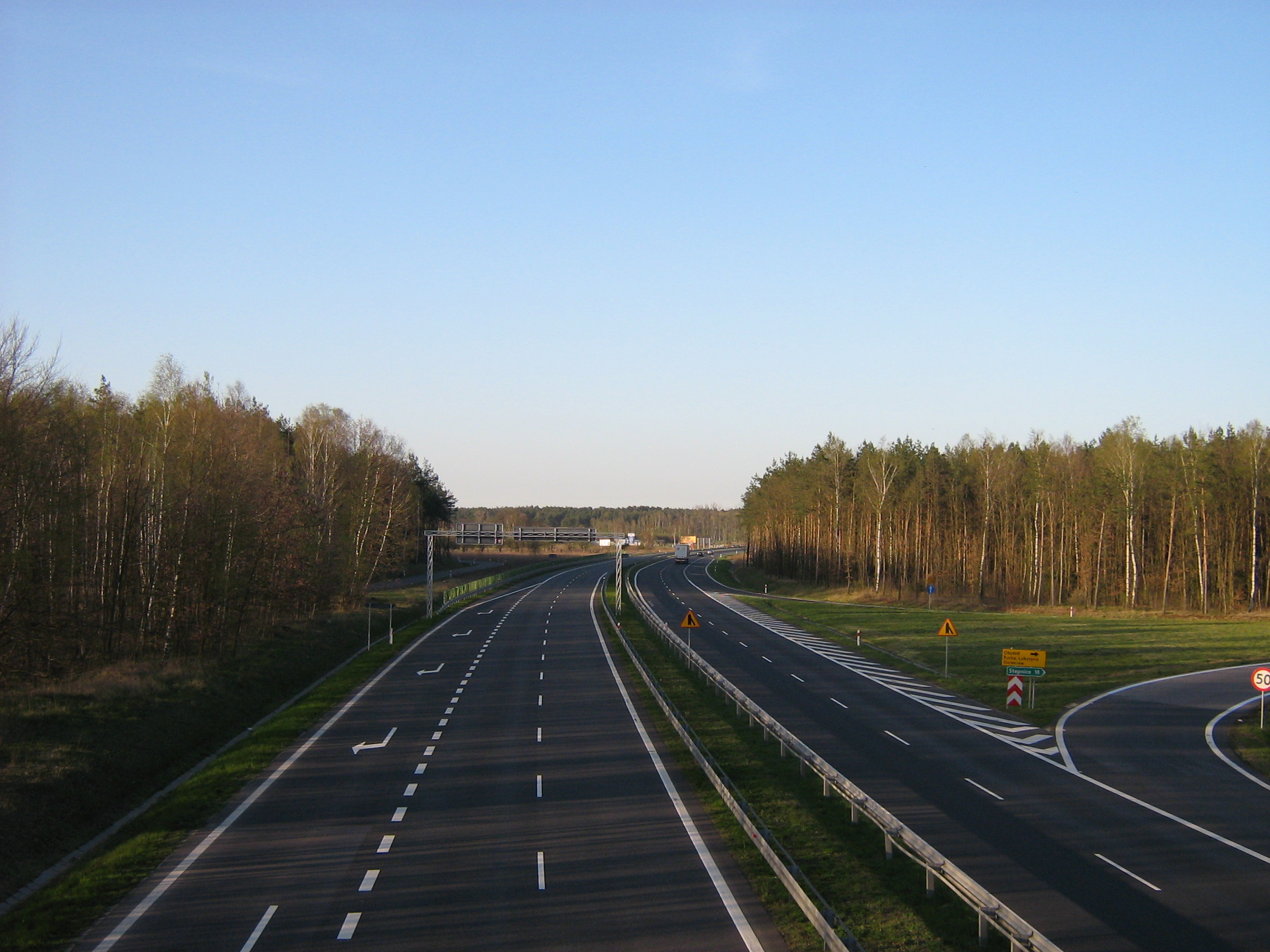
Dawny węzeł Święta (obecnie Goleniów Zachód) w ciągu S3 i DW 111.

Idea budowy autostrady równolegle do linii Odry oraz Nysy Łużyckiej po raz pierwszy pojawiła się w drugiej połowie lat 30. XX wieku i została ujęta w planach władz III Rzeszy dotyczących budowy sieci Reichsautobahn. Na przestrzeni dekady opracowano co najmniej trzy koncepcje przebiegu jej trasy. Pierwszy pomysł wskazywał budowę autostrady ze Szczecina do Zgorzelca, z bliżej nieokreślonym terminem realizacji (jednak na pewno po 1941 r.). Kolejny plan zakładał wytyczenie autostrady RAB 48 relacji Szczecin – Liberec. Natomiast w koncepcji z 1941 r., po trasie wcześniejszej RAB 48 zaplanowano przebieg trzech autostrad: RAB 99 (Szczecin – RAB 59), RAB 98 (RAB 59 – Zgorzelec) i RAB 137 (Zgorzelec – Liberec). Z uwagi na brak wystarczających środków finansowych żaden z tych wariantów nie doczekał się choćby dokumentacji projektowej, pozostając wyłącznie w sferze mało szczegółowych planów.
Kolejny pomysł budowy tego typu drogi pojawił się po zakończeniu II wojny światowej. Sformułował go w połowie 1945 r. inż. Eugeniusz Buszma, a szczegółowo opisał we wrześniu 1945 r. na łamach „Przeglądu komunikacyjnego”. Jej trasa również nie do końca pokrywała się z przebiegiem S3, bowiem w założeniu Buszmy droga ta, o długości 200 km, wiodła z Poznania do Szczecina, mając stanowić część planowanej sieci polskich autostrad, jako autostrada IV rzędu. Techniczne parametry tej drogi zostały przedstawione w styczniu 1946 r. w dwóch pierwszych numerach pisma „Drogownictwo”, lecz także pozostała ona jedynie w planach.
Następne plany dotyczące budowy drogi wzdłuż zachodniej granicy Polski zaprezentowano w 1963 r. i 1971 r. („Drogownictwo” nr 8/1971), a ich trasy były bardzo zbliżone do ostatecznego korytarza S3. W koncepcji z 1971 r. – autorstwa mgr inż. Eugeniusza Buszmy – drogę nazwano „magistralą” i określono, że będzie ona posiadała jedną lub dwie jezdnie. Narzędziem do realizacji tego zamierzenia miała być Decyzja Nr 7/76 Prezydium Rządu z dnia 23 stycznia 1976 r. w sprawie rozwoju transportu samochodowego oraz budowy dróg publicznych w latach 1976–1980. Był to pierwszy moment, gdy faza koncepcyjna miała przełożenie na rozpoczęcie robót wykonawczych.
Na przełomie 1976 r. i 1977 r. rozpoczęto budowę drogi E14 od węzła Rzęśnica do Goleniowa wraz z obwodnicą tej miejscowości o długości 20,8 km.
20 lipca 1979 oddano do ruchu dwujezdniowy odcinek Rzęśnica – Rurka i jednojezdniową obwodnicę Goleniowa, zaś w kolejnych latach dobudowano drugą jezdnię obwodnicy, co okazało się największą inwestycją drogową w tym regionie przed 1989 r. Droga posiadała skrzyżowania jednopoziomowe.
Na kolejny krok trzeba było czekać dekadę. 14 czerwca 1985 Prezydium Rządu powzięło Postanowienie nr 55/85 w sprawie kierunkowego układu autostrad i dróg ekspresowych oraz prac przygotowawczych do ich realizacji wraz z załącznikami, w których zawarto kierunkowy układ autostrad i dróg ekspresowych w Polskiej Rzeczypospolitej Ludowej, a trasę E14 relacji „/Ystad/ Świnoujście-Szczecin-Zielona Góra-Legnica-Bolków-Lubawka /Praha/” określono, jako drogę ekspresową (załącznik nr 1). Do realizacji w pierwszej kolejności przewidziano łącznie 40 km tej drogi: 16 km między Świnoujściem i Szczecinem oraz 24 km między Szczecinem i Gorzowem Wlkp. (załącznik nr 3). Z drugiego z tych odcinków udało się zrealizować jedynie jednojezdniowe drogowe obejście wsi, leżących na północ od Gorzowa Wlkp. (Baczyny i Marwic). Poza wspomnianym wyżej planem, w 1985 r. rozpoczęto budowę odcinków jednojezdniowych dróg pomiędzy Sulechowem i Trasą Północną w Zielonej Górze (13,4 km) oraz Zieloną Górą i Niedoradzem.
Dalsza część budowy miała już miejsce w czasach III RP. Na początku lat 90., na fali zmian systemowych w Polsce, budowa drogi wzdłuż zachodniej granicy stała się jednym z priorytetów. 28 września 1993 rząd Hanny Suchockiej rozporządzeniem ustalił kierunkowy układ sieci autostrad i dróg ekspresowych, w którym drogę relacji „Szczecin-Zielona Góra-Legnica-Bolków-Lubawka (Praha)” określono, jako autostradę A3, a drogę relacji „(Ystad) Świnoujście-Szczecin”, jako drogę ekspresową.
Ustalenia te potwierdził 23 stycznia 1996 rząd Józefa Oleksego w drodze rozporządzenia, w którym utrzymano przebieg ww. dróg, a dodatkowo po raz pierwszy użyto pojęcia „droga ekspresowa S3" dla określenia odcinka „(Malmö)-Świnoujście-Szczecin”. Nazwa A3 w odniesieniu do odcinka na południe od Szczecina pozostała bez zmian.
W kwietniu 1998 r. Generalna Dyrekcja Dróg Publicznych (GDDP) opublikowała raport pod nazwą „Strategia utrzymania i rozwoju sieci dróg krajowych do 2015 r.”, w którym oszacowała ruch na planowanej autostradzie A3 na 3–4 tys. pojazdów na dobę, a więc znacznie mniej, niż poziom uznawany za opłacalny w przypadku autostrady płatnej przez inwestora prywatnego (powyżej 15 tys. pojazdów na dobę). Skutkiem tego raportu było przesunięcie w planach rządowych terminu budowy A3 na okres po 2015 r., co oznaczało, że utraciła ona priorytetowy status. Potwierdzeniem tego było odstąpienie przez Agencję Budowy i Eksploatacji Autostrad od przetargu na wykonanie map numerycznych niezbędnych przy pracach związanych z lokalizacją drogi. Dane te były jednak diametralnie odmienne od prognozy ruchu, wykonywanej w ramach unijnego programu TransLofs, wedle której dobowe natężenie ruchu na północnym odcinku planowanej A3 miałoby wynosić od maksymalnie 35 tys. (Świnoujście – Szczecin) do co najmniej 17 tys. (Szczecin – węzeł A3 z A2). Badania te przeprowadzone były także w ramach kilku innych unijnych programów: Baltic Bridge, Oderregio i Matros. Ich wyniki jednoznacznie wskazywały, że nie ma żadnych merytorycznych przeszkód przed wpisaniem jej w narodowy program budowy autostrad. Zdaniem ekspertów analizy wykonane przez GDDP i Ministerstwo Transportu nie obejmowały ruchu na A3 generowanego z autostrad niemieckich, mostowej przeprawy przez cieśninę Sund oraz z tzw. Trójkąta Nordyckiego (systemu kolejowo-drogowego w kilku państwach UE). Co więcej, z raportu „Synteza Wyników Generalnego Pomiaru Ruchu 2000 na drogach krajowych” sporządzonego na przełomie 2000 r. i 2001 r. na zlecenie GDDP wynikało, że średni dobowy ruch pojazdów samochodowych na szlaku E65 w granicach Polski wyniósł ponad 8 600 pojazdów. Ponadto A3 znalazła ważne miejsce w strategiach rozwoju województw zachodniej części kraju.
Przełom nastąpił na początku nowego tysiąclecia, bowiem rząd Jerzego Buzka rozporządzeniem z 21 września 2001 zasadniczo zmienił układ sieci autostrad, dróg ekspresowych oraz dróg o znaczeniu obronnym. W akcie tym zrezygnowano z budowy autostrady A3, w zamian tego cały odcinek ze Świnoujścia do Lubawki oznaczony został, jako droga ekspresowa S3. Przeważyły więc argumenty o szacowanym relatywnie niskim – w porównaniu z innymi planowanymi autostradami – natężeniem ruchu drogowego, a co za tym idzie nieopłacalnością budowy płatnej autostrady A3. Dlatego we wszystkich późniejszych rozporządzeniach Rady Ministrów (z 26 sierpnia 2003, z 15 maja 2004, z 13 lutego 2007 i z 20 października 2009) droga wzdłuż zachodniej granicy posiada status drogi ekspresowej i oznaczenie S3, a rozporządzenia te doprecyzowywały jedynie jej przebieg. W wyniku tego jedyną polską autostradą relacji północ-południe pozostaje autostrada A1 Gdańsk – Gorzyczki.
Na przełomie sierpnia i września 2005 r. w lubuskich mediach regionalnych pojawiły się wątpliwości na temat realności budowy trasy S3. Wywołane one zostały ujawnieniem Studium Zagospodarowania Przestrzennego, przygotowanym przez Instytut Geografii i Przestrzennego Zagospodarowania PAN na zlecenie Ministerstwa Infrastruktury. Autorzy studium proponowali rezygnację z dotychczasowej koncepcji przebiegu drogi S3, w jej miejsce wskazując pilniejszą potrzebę budowy autostrady ze Szczecina przez Gorzów Wielkopolski, Poznań i Wrocław do granicy czeskiej. Wizja ta oznaczałaby ominięcie przez nową trasę środkowej i południowej części województwa lubuskiego oraz Legnicko-Głogowskiego Okręgu Miedziowego. Wywołało to protesty władz Gorzowa, Zielonej Góry oraz mniejszych miast, a Sejmik Województwa Lubuskiego uznał koncepcję przedstawioną w studium za sprzeczną ze strategią województwa i godzącą w interes regionu. 9 listopada 2005 nowy Minister Transportu i Budownictwa Jerzy Polaczek zadeklarował, że budowa trasy S3 według pierwotnego projektu jest priorytetem jego resortu na lata 2006–2009.
Budowa czeskiej autostrady D11, mającej stanowić kontynuację drogi ekspresowej S3, początkowo przewidywana była w latach 2008–2012. Po polskiej stronie łączyć się z nią ma odcinek Bolków – Lubawka (szacowany koszt jego budowy to ok. 2,7 miliarda zł), którego częścią będą dwa tunele, w tym jeden z najdłuższych w Polsce – w Starych Bogaczowicach.
9 października 2006 w drodze przetargu wyłoniono projektanta „koncepcji programowej drogi ekspresowej S3 na odcinku Nowe Miasteczko – Legnica (ul. Chojnowska)” o długości 63 km.
3 stycznia 2007 Rada Ministrów zatwierdziła plan inwestycji drogowych w ramach Programu Infrastruktura i Środowisko na lata 2007–2015. Na liście wspieranych projektów znalazła się m.in. budowa trasy S3 na odcinku Legnica – Lubawka, który miałby powstać w latach 2013–2015 za ok. 300 mln €. We wrześniu 2008 r. GDDKiA poinformowała o opracowaniu czterowariantowej koncepcji programowej przebiegu drogi na odcinku Legnica (A4) – Lubawka (granica państwa) o długości ok. 68 km.
W 2007 r. w mediach pojawiła się informacja, że szczeciński oddział GDDKiA planował włączenie drogi S3 w ciąg autostrady A6 w węźle Goleniów Północ, gdzie miałyby się łączyć drogi ekspresowe – S3 i S6 oraz projektowane Zachodnie Drogowe Obejście Szczecina i poprowadzenie jej wspólnym śladem aż do węzła Szczecin Klucz.
28 listopada 2012 premier Donald Tusk potwierdził rządowe plany rozpoczęcia budowy odcinka Nowa Sól – Lubawka w 2015 r. i jej zakończenia w 2017 r.
Na przełomie 2012 r. i 2013 r. złożono wnioski o wydanie Zezwoleń na Realizację Inwestycji Drogowej (ZRID) dla następujących inwestycji:
- zachodniej jezdni obwodnicy Gorzowa Wlkp. – 11,66 km (wniosek złożony 8 lutego 2013[38], zatwierdzony 28 stycznia 2014[39]) 30 września 2014 podpisano umowę na budowę brakującej jezdni obwodnicy. Zwycięzca przetargu – przedsiębiorstwo Dragados SA miał zrealizować zadanie w ciągu 22 miesięcy (z wyłączeniem okresów zimowych), a planowane ukończenie inwestycji ustalono na połowę 2017 r.
- zachodniej jezdni obwodnicy Międzyrzecza – 6,37 km wraz z węzłem Międzyrzecz Zachód z DW137 (wniosek złożony 30 października 2012[40], Wojewoda Lubuski wydał ZRID 23 grudnia 2013[41])

5 czerwca 2013 ogłoszono przetargi ograniczone na realizację wyżej wymienionych inwestycji.
21 czerwca 2013 zostały ogłoszone trzy przetargi na realizację drugiej jezdni odcinka Sulechów – Nowa Sól Południe (43,99 km), który został podzielony na trzy etapy:
- Sulechów (DK32) – Zielona Góra Północ (DK32); 13,39 km, Wojewoda Lubuski wydał ZRID 15 lipca 2014
- Zielona Góra Północ – Niedoradz; 13,31 km,
- Niedoradz – Nowa Sól Południe; 17,29 km.

23 sierpnia 2013 ogłoszono przetargi ograniczone a 19 grudnia 2014 podpisano umowę na realizację odcinków:
- Nowa Sól Południe – Gaworzyce (16,4 km, z węzłami Nowa Sól Południe i Nowe Miasteczko)[44],
- Gaworzyce – Kaźmierzów [16,9 km, z węzłami Gaworzyce, Drożów (Głogów Zachód) i Potoczek (Głogów Południe)][45].

30 sierpnia 2013 ogłoszono przetargi ograniczone na realizację odcinków:
- Kaźmierzów – Lubin Północ (14,4 km, z węzłami Kaźmierzów, Polkowice i Lubin Północ)[46],
- Lubin Północ – Lubin Południe (11,3 km, z węzłami Lubin Zachód i Lubin Południe)[47],
- Lubin Południe – Legnica II (autostrada A4) (22,6 km, z węzłami Legnica Północ i Legnica Zachód) oraz węzeł Legnica II (2,42 km)[48].

14 sierpnia 2014 ogłoszono przetargi ograniczone na realizację odcinka Legnica – Bolków. Długość: ok. 35,8 km. Odcinek podzielono na 2 zadania:
- Legnica II – Jawor II (19,73 km, z węzłami Jawor i Jawor II),
- Jawor II – Bolków (16,105km, z węzłami Paszowice i Bolków).

### Świnoujście – Szczecin
Za najdłuższą, ponad 200-kilometrową część drogi, zlokalizowaną w województwie zachodniopomorskim oraz na północy województwa lubuskiego odpowiada szczeciński oddział GDDKiA.

#### Obwodnica Troszyna, Parłówka i Ostromic
Początkowo obwodnica Troszyna, Parłówka i Ostromic posiadała długość 6,131 km, z czego 4,205 km stanowiła droga dwujezdniowa. 26 stycznia 2009 nastąpiło otwarcie wniosków o dopuszczenie do udziału w przetargu ograniczonym na budowę odcinka, wyniki przetargu miały być ogłoszone w kwietniu 2009. 5 sierpnia 2009 Wojewoda Zachodniopomorski wydał pozwolenie na budowę dla tej inwestycji objęte klauzulą natychmiastowej wykonalności. 28 sierpnia 2009 GDDKiA Oddział Szczecin zaprosiła wszystkich 12 oferentów do II etapu przetargu, który miał zostać zakończony 8 października 2009, a następnie 14 października 2009. Ostatecznie wpłynęło 6 ofert, zaś najkorzystniejszą złożył Budimex Dromex SA, z którym 20 listopada 2009 podpisano umowę z terminem wykonania 21 miesięcy od rozpoczęcia robót. 1 grudnia 2009 inwestor przekazał wykonawcy plac budowy. 13 lipca 2011 nastąpiło udostępnienie tego odcinka dla ruchu.

#### Brzozowo – Miękowo
Długość: 22,4 km; przetarg ogłoszono w październiku 2015 r. 18 grudnia 2017 została podpisana umowa na realizację odcinka z przedsiębiorstwem Budimex o wartości 360,54 mln zł z planowanym zakończeniem prac wiosną 2021 roku. W 2021 r. media podały za możliwe oddanie odcinka do normalnego ruchu w drugiej połowie kwietnia 2021 r. Budowa odcinka zakończyła się 27 kwietnia 2021 r.

#### Obwodnica Miękowa (Miękowo – Goleniów Północ)
Obwodnica Miękowa o długości 4,1 km jest w całości drogą dwujezdniową. Posiada jedno bezkolizyjne skrzyżowanie w postaci węzła Miękowo, zlokalizowanego na północ od wsi. 27 maja 2009 Wojewoda Zachodniopomorski wydał pozwolenie na budowę. 22 czerwca 2009 GDDKiA Oddział Szczecin ogłosiła przetarg na realizację inwestycji. 3 sierpnia 2009 zaprosiła wszystkich 10 oferentów do 2. etapu postępowania, które 21 września 2009 wygrało przedsiębiorstwo Strabag. Umowa z wykonawcą została podpisana 26 listopada 2009, który na ukończenie budowy miał 20 miesięcy (z wyłączeniem okresów zimowych). 15 lipca 2011 nastąpiło otwarcie dla ruchu zachodniej jezdni obwodnicy, a 16 grudnia 2011 oddano do użytku drugą jezdnię, węzeł drogowy w północnej części obwodnicy i drogi wspomagające.

#### Goleniów Północ – Rzęśnica

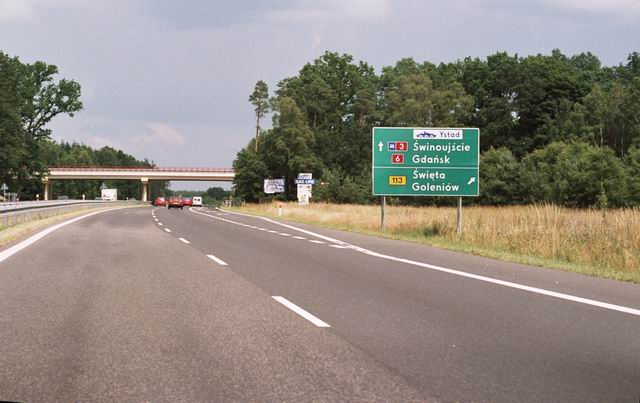
Dawny węzeł Święta (na zachód od Goleniowa) w ciągu S3 i obowiązującego do końca 2012 r. przebiegu DW 113.

W skład tej trasy wchodził dwujezdniowy odcinek z kilkoma kolizyjnymi skrzyżowaniami oraz „dzikimi” leśnymi parkingami i barami (budowany w latach 1976–1982, sukcesywnie modernizowany). Ostatni przetarg dotyczył dostosowania trasy Goleniów Północ – Rzęśnica o długości 19 km do pełnych parametrów drogi ekspresowej wraz z budową nowego węzła drogowego Kliniska oraz przebudową węzła Rzęśnica. 18 grudnia 2017 została podpisana umowa z przedsiębiorstwem Budimex na kwotę 126,28 mln zł. Planowano oddanie odcinka do ruchu wiosną 2021 r. 10 czerwca 2020 oddano do eksploatacji węzeł Rzęśnica i węzeł Kliniska. Prace związane z modernizacją odcinka zakończyły się 27 kwietnia 2021.

### Rzęśnica – Szczecin Klucz (A6)

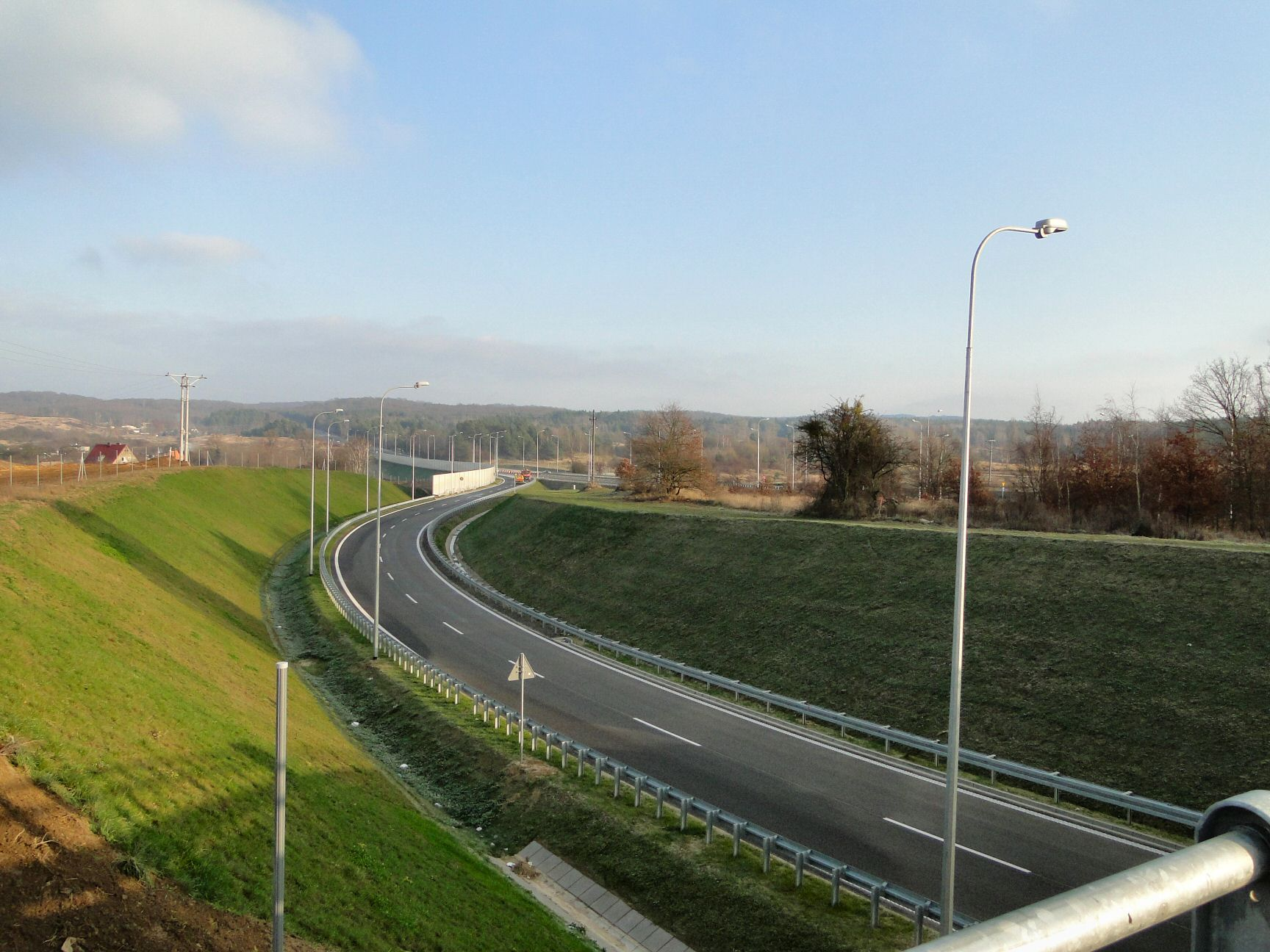
Węzeł Klucz.

Długość: 18,3 km (odcinek stanowi część wspólną z autostradą A6). Odcinki na trasie są następujące:
- Rzęśnica – Szczecin Kijewo (dł. 7,5 km, oznaczony jako S3 i A6)[61]

W pierwszym etapie modernizacji w latach 2011–2014 powstał nowy węzeł Szczecin Dąbie, d. Tczewska (pomiędzy km 89+652,20 a km 90+221,20 według pikietażu drogi A6) wraz z przebudową dróg o dł. 2,84 km.

Kolejny przetarg na przebudowę 3,5 km autostrady pomiędzy węzłami Rzęśnica a Szczecin Dąbie ogłoszono 12 października 2015, a umowę z wykonawcą – firmą Energopol – Szczecin S.A. podpisano prawie 2 lata później – 8 września 2017. Od 9 listopada 2017 wprowadzono na tym odcinku tymczasową organizację ruchu, a od 1 grudnia całkowicie wyłączono z ruchu jezdnię północno-zachodnią i przełożono ruch na jezdnię południowo-wschodnią, wprowadzając na niej ruch dwukierunkowy. 5 lipca 2018 czasowo (na okres wakacji) przywrócono do ruchu będącą nadal w budowie jezdnię południowo-wschodnią. 20 października 2018 dwukierunkowy ruch przełożony został na ukończoną jezdnię północno-zachodnią, co umożliwiło rozpoczęcie przebudowy jezdni południowo-wschodniej. Przewidywano wówczas zakończenie robót w II kw. 2020.
Na początku lipca 2019 r. Energopol Szczecin SA złożył w szczecińskim sądzie rejonowym wniosek o ogłoszenie upadłości likwidacyjnej. Zdolność firmy do dokończenia mocno opóźnionych lub nawet jeszcze nie rozpoczętych kontraktów miała stać się przedmiotem pogłębionej analizy prawnej GDDKiA sama zaś firma zadeklarowała chęć kontynuacji prac. Wskutek nie wywiązywania się z zawartego kontraktu, 31 października 2019 GDDKiA odstąpiła od umowy z Energopolem dot. przebudowy odcinka Rzęśnica – Szczecin Dąbie. W grudniu 2019 r. miał zostać ogłoszony przetarg na dokończenie inwestycji. 30 marca 2020 podpisano umowę z PRD Nowogard na dokończenie 20% prac na tym odcinku i ostatecznie oddano go do ruchu 9 grudnia 2020.
- Szczecin Kijewo – Szczecin Klucz (dł. 7,7 km, ozn. jako S3 i A6)[73]

### Węzeł Szczecin Kijewo

Schemat węzła Szczecin Kijewo (starego i nowego).

Przetarg na modernizację węzła z DK10 ogłoszono 12 października 2015, a umowę z wykonawcą firmą Energopol Szczecin SA podpisano 8 września 2017.
Na początku lipca 2019 r. Energopol Szczecin SA złożył w szczecińskim sądzie rejonowym wniosek o ogłoszenie upadłości likwidacyjnej. Zdolność firmy do dokończenia mocno opóźnionych lub nawet jeszcze nie rozpoczętych kontraktów miała stać się przedmiotem pogłębionej analizy prawnej GDDKiA sama zaś firma zadeklarowała chęć kontynuacji prac. Wskutek niewywiązywania się z zawartego kontraktu 14 października 2019 umowa z Energopolem została rozwiązana.
Dopiero 7 stycznia 2021 wyłoniono w przetargu wykonawcę pozostałych do wykonania 80% prac nad przebudowy węzła Szczecin Kijewo. Został nim Budimex. Umowę podpisano 23 lutego 2021, a oddanie do ruchu planowane jest na 15 lipca 2022. Ostatecznie przebudowany węzeł został w pełni otwarty 23 czerwca 2023 roku.

### Szczecin Klucz – Gorzów Wielkopolski Północ

Schemat węzła Klucz z autostradą A6.

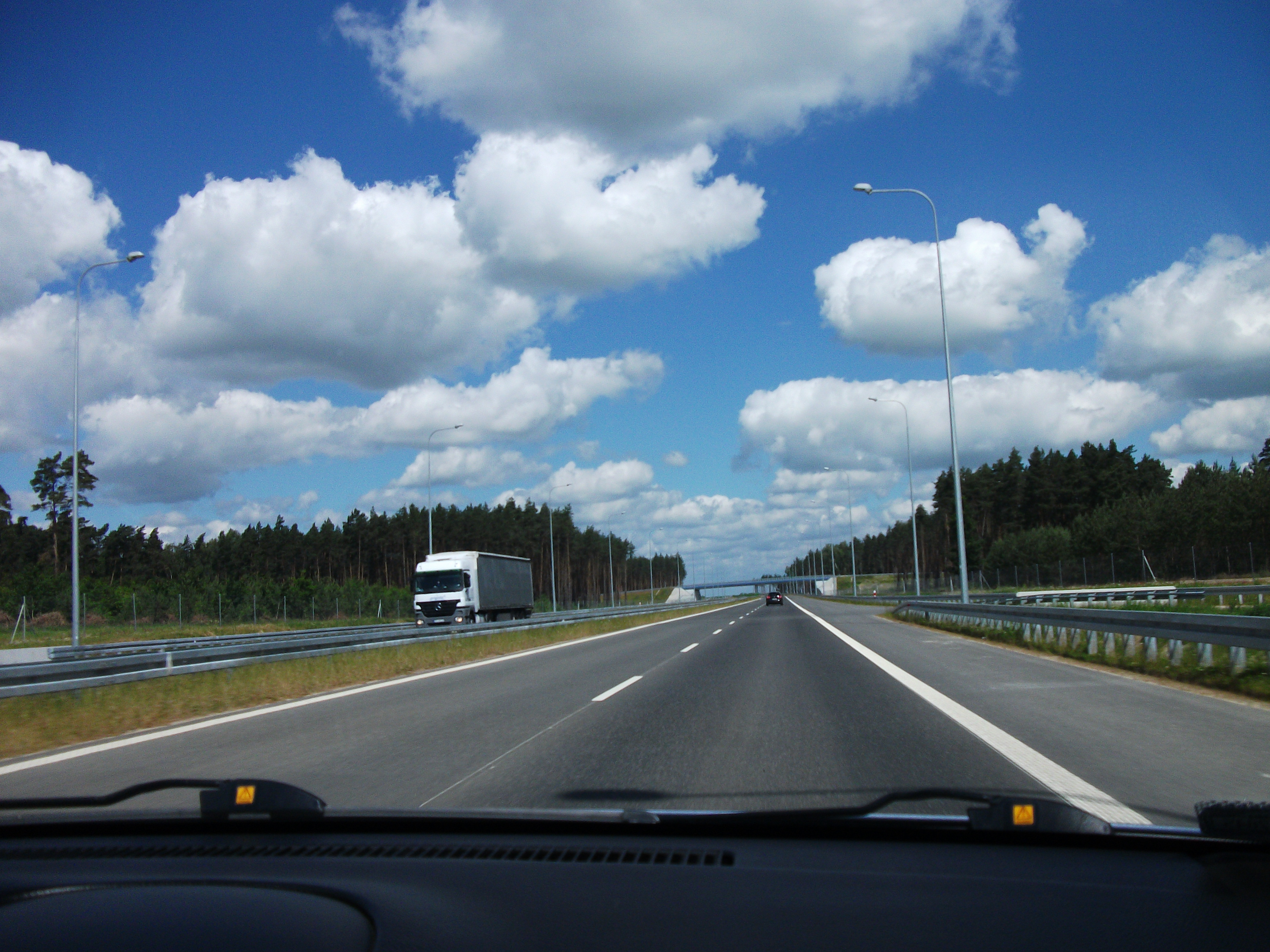
S3 tuż za węzłem Pyrzyce.

Na południe od Szczecina został wybudowany całkowicie nowy niemal 82-kilometrowy odcinek drogi dwujezdniowej i dwupasmowej, od węzła Klucz na autostradzie A6 do zachodniej obwodnicy Gorzowa Wielkopolskiego, który w większości przebiega trasą planowanej wcześniej autostrady A3. Powstało tu 77 obiektów mostowych, z czego 43 ponad drogą i 34 w jej ciągu. Budowa przebiegała jednocześnie na trzech etapach:
- I etap: Klucz – Pyrzyce o długości 28,2 km; wykonawca: konsorcjum Hermann Kirchner GmbH, Max Bögl GmbH, Energopol Szczecin SA i Josef Möbius Bau AG; prace rozpoczęto 18 lutego 2008, oddany do użytku 26 maja 2010[79];
- II etap: Pyrzyce (bez węzła) – Myślibórz o długości 26,7 km; wykonawca: Budimex Dromex SA, rozpoczęcie budowy 11 października 2007, oddany do użytku 22 października 2010;
- III etap: Myślibórz (bez węzła) – Gorzów Północ (bez węzła) o długości 26,7 km; wykonawca: Berger Bau GmbH; prace rozpoczęto pod koniec lutego 2008 r., oddany do użytku 30 grudnia 2010.

Termin ukończenia prac początkowo ustalony był na 24 miesiące od daty rozpoczęcia budowy. W związku z napotkanymi w trakcie budowy II etapu trudnościami geologicznymi (nieudokumentowany w projekcie drogi wiszar), które spowodowały konieczność zaprojektowania nowego, większego wiaduktu w ciągu drogi i objęcia go osobnym kontraktem (co wymusiło przygotowanie dodatkowych zezwoleń i rozpisanie nowego przetargu) termin oddania drogi do użytku został wydłużony.

### Gorzów Wielkopolski Północ – Gorzów Wielkopolski Południe

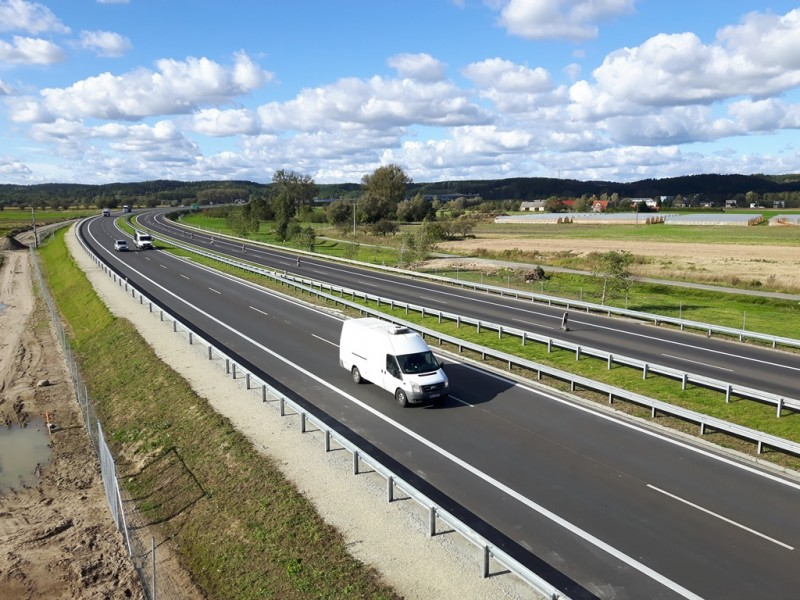
Trasa Zgody – zachodnia obwodnica Gorzowa Wielkopolskiego.

Dwujezdniowa zachodnia obwodnica Gorzowa Wielkopolskiego (jezdnia wschodnia: 11,877 km, jezdnia zachodnia: 11,66 km) łączy odcinek drogi S3 Szczecin – Gorzów Wielkopolski z odcinkiem S3 Gorzów Wielkopolski – Międzyrzecz. Powstawała w trzech etapach:
- I etap – jezdnia wschodnia od w. Zakanale (obecnie Gorzów Wielkopolski Południe) do ul. Sulęcińskiej (Rondo Zielonogórskie) o długości około 2,38 km, budowana w okresie od października 2001 r.[81] do 25 października 2003 (inwestycja miejska, w tym 4 mln € dofinansowania z funduszu PHARE)[80],
- II etap – jezdnia wschodnia od w. Małyszyn (obecnie Gorzów Wielkopolski Północ) do w. Zakanale (obecnie Gorzów Wielkopolski Południe) wraz z w. Wieprzyce (obecnie Gorzów Wielkopolski Zachód) o długości 9,47 km, budowana w okresie 11 kwietnia 2005[82] – 27 listopada 2007[83] (inwestycja GDDKiA); łączny koszt etapów I+II: 202 mln zł,
- III etap – jezdnia zachodnia o długości 11,66 km; prace ruszyły 30 września 2014, oddano do ruchu 9 października 2017; koszt: 289 mln zł[84][85][86].

### Gorzów Wielkopolski Południe – Sulechów
Trasa tego odcinka znajduje się w całości w granicach województwa lubuskiego, a inwestorem jego budowy był zielonogórski oddział GDDKiA. Według planów miał on zostać oddany do użytkowania do końca 2012 r.

#### Gorzów Wielkopolski Południe – Międzyrzecz Północ

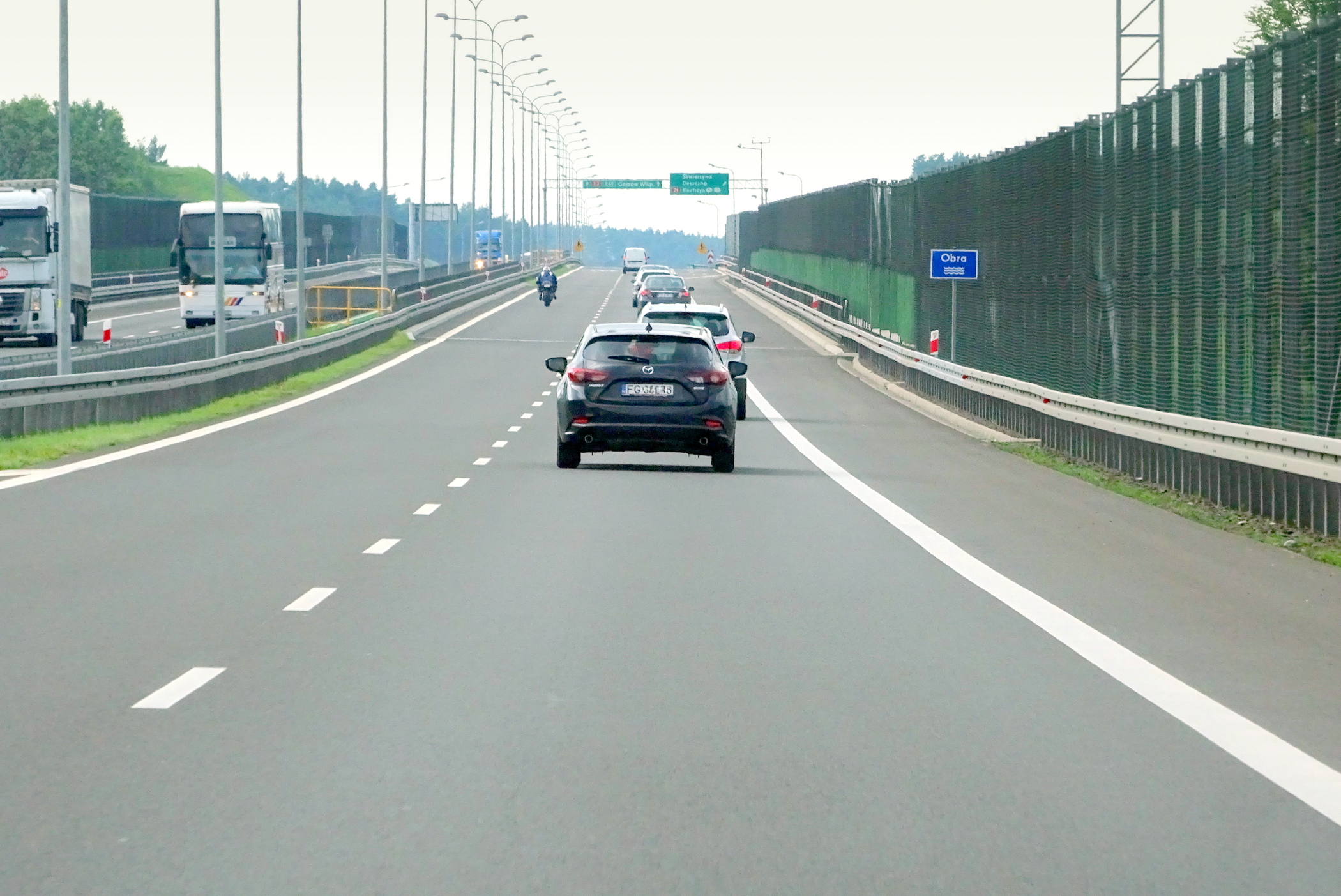
Most na Obrze nieopodal Skwierzyny.

Odcinek dwujezdniowy. Długość: 37,6 km. Zbudowany wraz z obwodnicą Skwierzyny i dwoma węzłami.
Prace nad dokumentacją do wniosku o wydanie decyzji o ustaleniu lokalizacji tego odcinka S3 rozpoczęły się w 2003 r., w 2005 r. zatwierdzono jego koncepcję programową, a 22 grudnia 2006 wydano decyzję środowiskową. 31 marca 2010 Wojewoda Lubuski wydał Zezwolenie na Realizację Inwestycji Drogowej (ZRID) dla całego odcinka. 6 kwietnia 2010 zielonogórski oddział GDDKiA ogłosił przetargi ograniczone na budowę dwujezdniowej drogi S3 od węzła Gorzów Południe do węzła Międzyrzecz Północ. Budowę podzielono na dwa zadania:
- Gorzów – Skwierzyna (19,11 km drogi za 336,48 mln zł wybudowało konsorcjum: Mota-Engil Central Europe S.A. – lider, Engenharia e Construcao, Przedsiębiorstwo Robót Drogowych Lubartów oraz Przedsiębiorstwo Budowy Dróg i Mostów z Mińska Mazowieckiego);
- Skwierzyna – Międzyrzecz (18,54 km za 424,99 mln zł wybudowało przedsiębiorstwo Strabag).

16 czerwca 2011 podpisano umowy z wykonawcami. Prace budowlane na obydwu odcinkach rozpoczęły się 14 lipca 2011, a oddano je do użytku 15 maja 2014.

#### Obwodnica Międzyrzecza
Długość: 6,37 km. Odcinek początkowo powstał jako jednojezdniowy wraz z dwoma węzłami: Międzyrzecz Północ i Międzyrzecz Południe (budowany grudzień 2004 r. – 23 sierpnia 2006).
Dziesięć lat po rozpoczęciu prac nad pierwszą jezdnią – 17 listopada 2014 – podpisano umowę na budowę zachodniej jezdni obwodnicy wraz z węzłem Międzyrzecz Zachód w miejscu przecięcia drogi ekspresowej z drogą wojewódzką nr 137. Przetarg na budowę wygrało konsorcjum Budimeksu (lider, udział 95%) i Ferrovial Agroman. Wartość kontraktu wyniosła 83,65 mln zł netto. 19 października 2016 wykonawca udostępnił dwie jezdnie obwodnicy – nowo wybudowaną zachodnią oraz starą wschodnią. Prace planowano zakończyć w czerwcu 2017, lecz udało się to ponad pół roku wcześniej 21 grudnia 2016. Okres gwarancji: 10 lat.

#### Międzyrzecz Południe – Sulechów

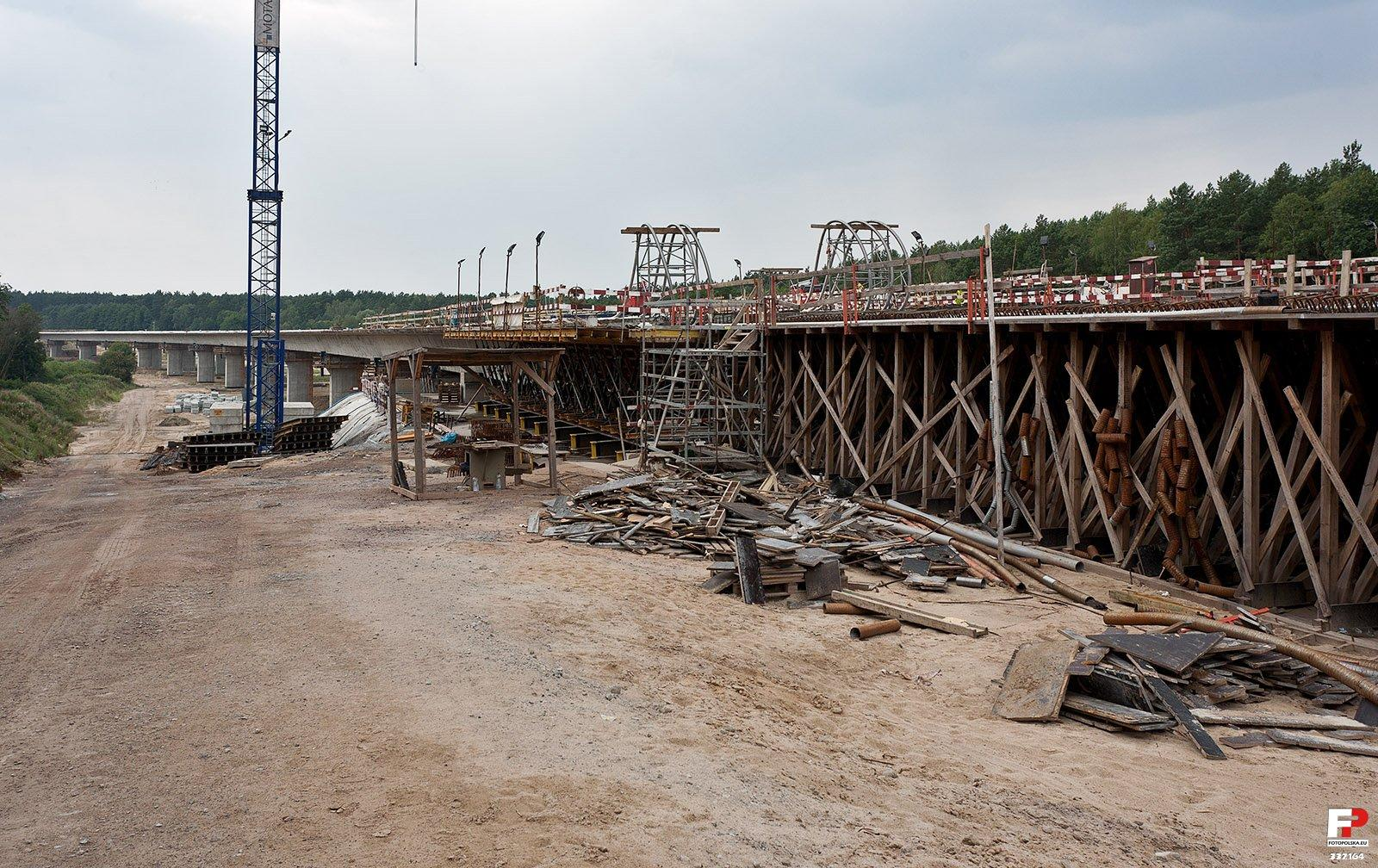
Budowa 750-metrowej estakady nad chronionym obszarem „Dolina Leniwej Obry” koło Międzyrzecza (lipiec 2012 r.).

Schemat węzła Jordanowo z autostradą A2.

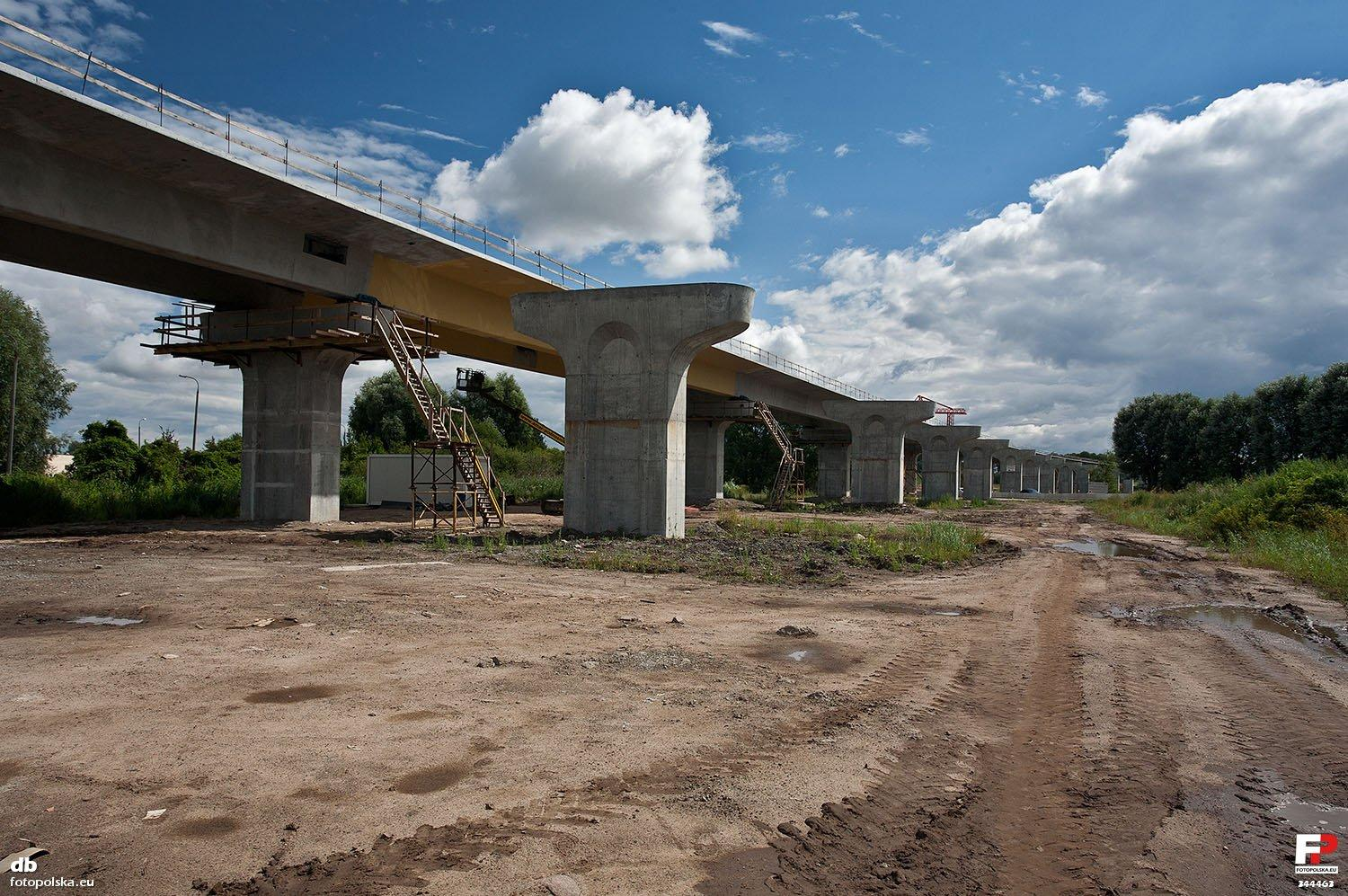
Budowa 936-metrowej estakady koło Świebodzina (sierpień 2012 r.).

Prace nad dokumentacją do wniosku o wydanie decyzji o ustaleniu lokalizacji tego odcinka S3 rozpoczęły się w 2003 r., w 2005 r. zatwierdzono jego koncepcję programową, a 24 grudnia 2007 wydano decyzję środowiskową. 23 grudnia 2009 Wojewoda Lubuski wydał Zezwolenie na Realizację Inwestycji Drogowej (ZRID) dla dwóch z czterech pododcinków tego fragmentu S3, zaś 30 grudnia 2009 ZRID dla dwóch pozostałych. 14 listopada 2008 zielonogórski oddział GDDKiA ogłosił przetargi ograniczone na budowę poszczególnych etapów. 23 lipca 2010 podpisano umowy.
Długość łączna odcinka: ok. 43 km, który zgodnie z umową być gotowy do 17 czerwca 2013. Następujące odcinki realizacyjne weszły w jego skład:
- Międzyrzecz Południe – Świebodzin Północ (łącznie 17,1 km, wykonawca: Mota-Engil, koszt: 373 mln zł)[95]
  - Międzyrzecz Południe – Jordanowo (ok. 13 km, bud. 18 sierpnia 2010 – 21 sierpnia 2013)[96],
  - Jordanowo – Świebodzin Północ (ok. 5 km, bud. 18 sierpnia 2010 – 27 maja 2013)[97],
- Świebodzin Północ – Świebodzin Południe (ok. 7,4 km, bud. 18 sierpnia 2010 – 11 lipca 2013, wykonawca: Hermann-Kirchner, koszt: prawie 205 mln zł)[98],
- Świebodzin Południe – Sulechów (ok. 20 km, bud. 18 sierpnia 2010 – 17 czerwca 2013, wykonawca: Budimex, koszt: 336 mln zł)[99].

Wcześniej istniał już 700-metrowy odcinek przy węźle Sulechów, wbudowany w latach 2005–2006.

### Sulechów – Nowa Sól Południe
Budowany w latach 1985–1998 odcinek drogi jednojezdniowej Sulechów – Nowa Sól Zachód został gruntownie wyremontowany w latach 2005–2008; przekrój drogowy miał szerokość 7,00 m z obustronnym poboczem utwardzonym o szerokości 2,00 m z jezdnią o nawierzchni bitumicznej w stanie dobrym. Długość łączna: 43,99 km. Dobudowa wschodniej jezdni i dostosowanie istniejącej zachodniej do standardów dwujezdniowej drogi ekspresowej odcinek odbyło się na trzech etapach Za tę część drogi S3 także odpowiada zielonogórski oddział GDDKiA.

#### Sulechów – Zielona Góra Północ
Odcinek warunkowo dwujezdniowy od 20 października 2017 o długości 13,4 km, w budowie pomiędzy 10 kwietnia 2015 a 20 października 2018 z wyjątkiem zachodniego mostu przez Odrę. Ostatecznie oba mosty nad Odrą zostały udostępnione kierowcom ponad rok później – 20 grudnia 2019.

#### Zielona Góra Północ – Niedoradz
Długość odcinka 13,3 km, druga jezdnia bud. 20 października 2015 – 30 listopada 2018; pierwotny termin ukończenia – maj 2018, z powodu zmian projektowych i zwiększenia zakresu prac na dotychczasowej, zachodniej jezdni został przesunięty na 20 listopada 2018.

#### Niedoradz – Nowa Sól Południe
W latach 1995–1998 wybudowano w standardzie drogi ekspresowej 8-kilometrowy odcinek jednojezdniowej obwodnicy Nowej Soli od węzła Niedoradz do węzła Nowa Sól Zachód, który nie był oznaczony jako droga ekspresowa. Przebudowę tego odcinka zakończono w 2007 r.
Długość całego odcinka: 17,29 km, druga jezdnia bud. 5 lutego 2016 – 20 grudnia 2018. Podpisanie umowy z Budimexem na budowę drugiej jezdni nastąpiło 20 października 2015, koszt to ponad 194 mln zł, a czas realizacji miał wynieść 22 miesiące (z wyłączeniem okresów zimowych pomiędzy 15 grudnia a 15 marca). Drogę planowano oddać do ruchu w maju 2018 r. Z powodu konieczności wprowadzenia zmian projektowych wskutek rozszerzenia przez zamawiającego zakresu remontu istniejącej zachodniej jezdni S3, termin zakończenia prac, przesunięty już uprzednio na lipiec 2018 r., ustalono na 20 listopada 2018, potem ponownie przesunięto go na 14 grudnia 2018

### Nowa Sól Południe – Legnica Południe
Za południową część drogi ekspresowej S3 odpowiada GDDKiA Oddział Wrocław.

#### Nowa Sól Południe – Polkowice Północ

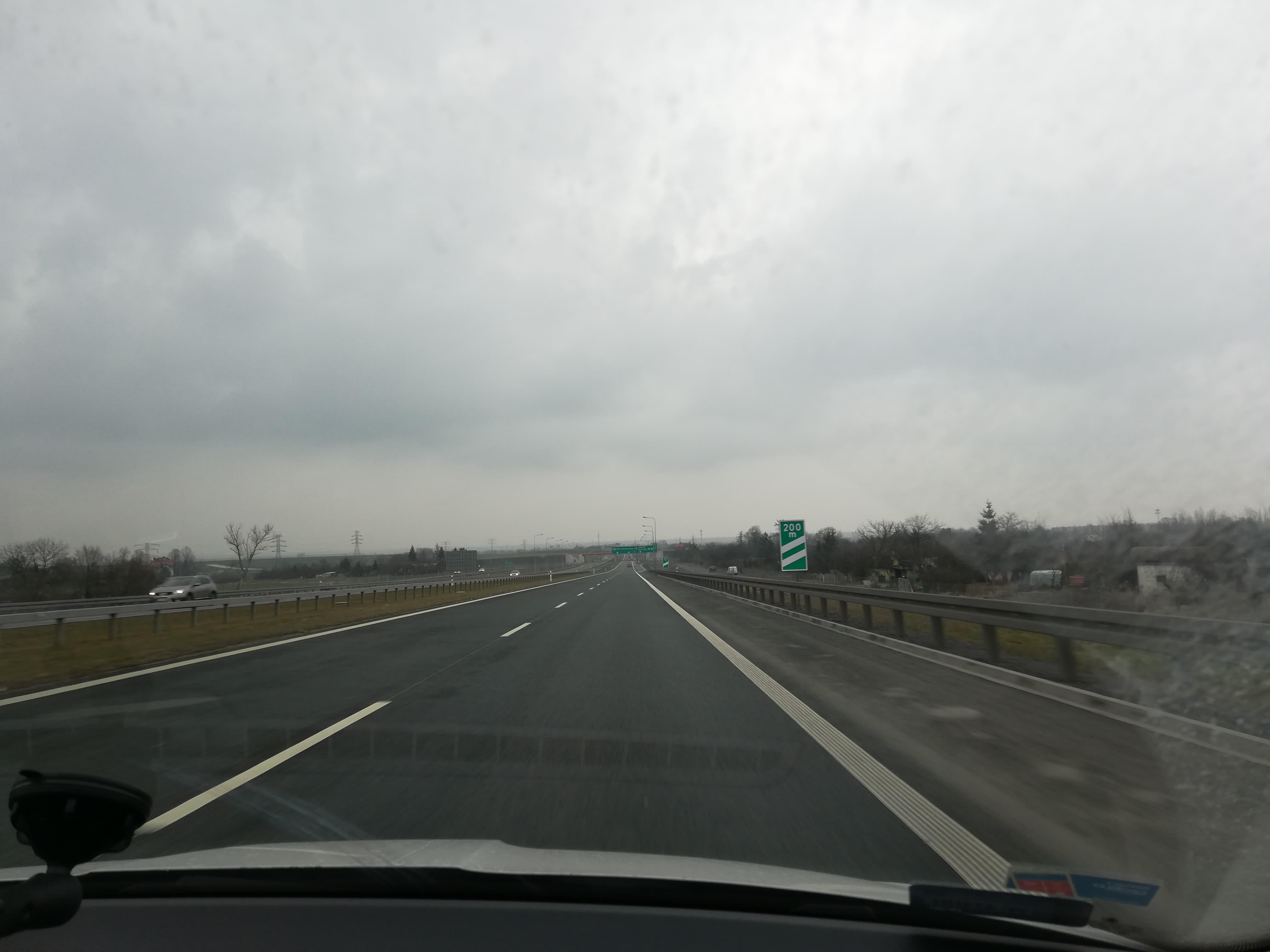
S3 przed węzłem Legnica Zachód – widok w kierunku Zielonej Góry.

Odcinek dwujezdniowy, czteropasowy o długości 33,3 km. 19 grudnia 2014 podpisano umowę z wykonawcą z terminem realizacji prac na 19 czerwca 2018. Projekt powstawał etapami do 15 września 2018:
- Nowa Sól Południe – Gaworzyce (16,4 km) z węzłami Nowa Sól Południe i Nowe Miasteczko,
- Gaworzyce – Polkowice Północ (d. Kaźmierzów) (16,9 km) z węzłami Gaworzyce, Głogów Zachód (d. Drożów) i Głogów Południe (d. Potoczek).

#### Polkowice Północ – Lubin Północ
Długość: 14,4 km. 22 grudnia 2014 podpisano umowę na budowę tego odcinka drogi S3 w trybie „projektuj i buduj”. Jego wykonawcą było konsorcjum Salini, Todini, Przedsiębiorstwo Robót Inżynieryjno-Budowlanych Export-Tribex, które realizowało zadanie za ok. 561 mln zł. Planowany termin oddania do ruchu przewidziany umową to 19 czerwca 2018. W połowie 2017 r. generalny wykonawca przestał płacić podwykonawcom, co spowodowało zatrzymanie budowy. W lutym 2018 r. ustalono nowy termin zakończenia prac na 31 marca 2019. Ponieważ Wykonawca pomimo wezwań ze strony GDDKiA nie powrócił na plac budowy i nie podjął prac, 29 kwietnia 2019 umowa z konsorcjum Salini została rozwiązana. 19 czerwca 2019 ogłoszono przetarg na dokończenie zaawansowanej w ok. 75% budowy, rozstrzygnięto go 3 października 2019, a 20 listopada 2019 podpisana została nowa umowa z konsorcjum Mota-Engil Central Europe (lider), Masfalt oraz Drogomex (partnerzy) o wartości ok. 228,4 mln zł, zgodnie z którą prace miały zostać zakończone w II kwartale 2021 r. 20 listopada 2020 przekazano do ruchu ponad 6-kilometrowy fragment jednej jezdni pomiędzy węzłami Polkowice Południe a Lubin Północ, zaś w marcu 2021 r. ukazała się informacja o kolejnym opóźnieniu zakończenia inwestycji szacowanym wówczas na IV kwartał 2021 r., czyli na październik 2021 r. W związku, że na terenie budowy doszło do kradzieży gotowych elementów z budowy, co spowodowało opóźnienie otwarcia się o kolejny miesiąc. Otwarcie tego odcinka zostało rozłożone na 2 etapy: 29 października 2021 r. otwarto odcinek trzypasmowy w dwóch kierunkach, pomiędzy węzłami Lubin Północ (który został oddany do użytku w całości) a Polkowice Południe. Natomiast resztę odcinka z tego kontraktu otwarto ostatecznie 10 listopada 2021 r., oddając do ruchu 8-kilometrowy odcinek obwodnicy Polkowic pomiędzy węzłami Polkowice Południe (dawniej Polkowice) a Polkowice Północ (dawniej Kaźmierzów).
Brakujący fragment został podzielony na dwa odcinki:
- Polkowice Północ (d. Kaźmierzów) – Polkowice Południe (profil 2 × 2),
- Polkowice Południe – Lubin Północ (profil 2 × 3).

Kontrakt obejmował również dokończenie budowy węzłów Polkowice Północ (d. Kaźmierzów), Polkowice Południe i Lubin Północ.

#### Lubin Północ – Legnica Południe
Podzielony na dwa odcinki:

Schemat węzła Legnica Południe z autostradą A4.

- Lubin Północ – Lubin Południe, zachodnia obwodnica Lubina (11,3 km; bud. 26 stycznia 2015[120] do 27 sierpnia 2018[121]) z węzłami Lubin Zachód i Lubin Południe. 26 stycznia 2015 podpisano umowę na realizację tego odcinka S3. Kontrakt o wartości prawie 261 mln zł wykonywało przedsiębiorstwo Mota Engil Central Europe. Zadanie realizowane było w systemie „Zaprojektuj i Buduj” w terminie 30 miesięcy od dnia podpisania umowy, z wyłączeniem okresów zimowych trwających od 15 grudnia do 15 marca. W tym czasie wykonawca miał maksymalnie 10 miesięcy na wykonanie tzw. optymalizacji rozwiązań projektowych. Oddanie do ruchu drogi ekspresowej S3 od Nowej Soli do Legnicy planowane było w drugiej połowie 2018 r.[120]
- Lubin Południe – Legnica Południe (dł. 23,7 km; wyk. Budimex z partnerem Ferrovial Agroman; koszt: prawie 786 mln zł; bud. 27 lutego 2015[122] do 25 czerwca 2018; 7 maja, jeszcze podczas prowadzenia prac wykończeniowych, umożliwiono ruch po jednym pasie każdej z jedni na odc. Chróstnik – Legnica Zachód (15 km) oraz udostępniono do przejazdu fragment Legnica Zachód – Legnica Południe (6,7 km)[123]) z węzłami Lubin Południe, Legnica Północ (d. Kochlice), Legnica Zachód (d. Legnica I) i Legnica Południe (d. Legnica II) z autostradą A4.

### Legnica Południe – Bolków

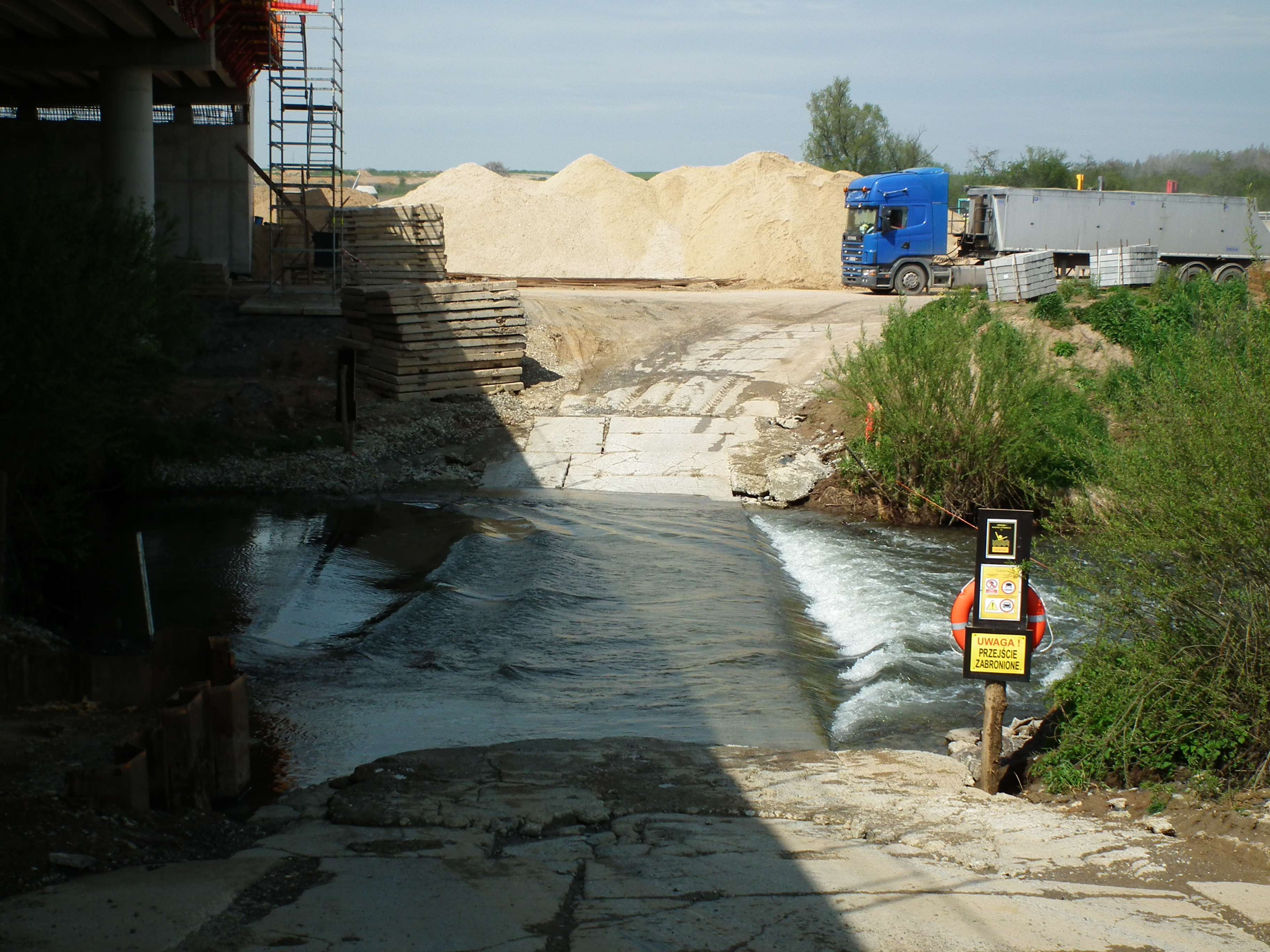
Budowa mostu nad Kaczawą pod Legnicą (2017 r.).

#### Legnica Południe – Jawor
6 października 2015 podpisano umowę na budowę odcinka Legnica Południe (bez węzła na autostradzie A4) – Jawor II (dł. 19,7 km) z węzłami Jawor (z DK3) i Jawor II (z DW 374) oraz Miejscem Obsługi Podróżnych Jawor. Zadanie realizowało konsorcjum Eurovia i Warbud za kwotę ok. 316 mln zł. Odcinek miał zostać zaprojektowany i wybudowany w okresie 36 miesięcy od daty podpisania umowy, z wyłączeniem z realizacji robót okresów zimowych trwających od 15 grudnia do 15 marca. Odcinek oddano do użytku 15 października 2018.

#### Jawor – Bolków
Zadanie Jawor II (bez węzła) – Bolków (dł. 16,1 km) z węzłami Paszowice (z DK3) oraz Bolków (z DK5) – 30 września 2015 podpisano umowę na kwotę ok. 345 mln zł z przedsiębiorstwem Mota Engil; odcinek miał zostać zaprojektowany i wybudowany w okresie 36 miesięcy od daty podpisania umowy, z wyłączeniem z realizacji robót okresów zimowych trwających od 15 grudnia do 15 marca. Odcinek oddano do użytku 15 października 2018.

### Bolków – Lubawka (granica z Czechami)
Łączna długość odcinka: 31,5 km. Przetarg ogłoszono 31 maja 2017, zestawienie poznano w listopadzie 2017. W ciągu S3 z Bolkowa do granicy państwa z Czechami wybudowane zostaną m.in. trzy węzły drogowe (Kamienna Góra Północ, Kamienna Góra Południe i Lubawka), szereg obiektów inżynierskich, w tym estakady o długości około 700 m oraz dwa tunele drogowe o długości 2300 m i 320 m. Realizacja inwestycji dotyczącej budowy drogi ekspresowej S3 od Bolkowa do granicy państwa w Lubawce została podzielona na dwie części (czyli tzw. Zadania III i IV na odcinku Legnica – Lubawka). Pierwsza z nich to odcinek od węzła Bolków (bez węzła) do węzła Kamienna Góra Północ (bez węzła) a druga – od węzła Kamienna Góra Północ (z węzłem) do granicy państwa. Umowy na projekt i budowę obydwu odcinków podpisano 17 października 2018.
- Bolków – Kamienna Góra Północ (bez węzłów), dł. 16,2 km. Przetarg na budowę tego odcinka wygrało konsorcjum Porr i Porr Bau. Na tym odcinku nie ma do wykonania żadnych węzłów, są natomiast dwa kosztowne tunele pod Górami Wałbrzyskimi. Jeden z nich (TS-26 pod Trójgarbem), o długości 2290 m, będzie jednym z najdłuższych w Polsce. Długość drugiego to 320 m. Wartość inwestycji to 1,536 mld zł a czas realizacji – 47 miesięcy od daty podpisania umowy, z wyłączeniem okresów zimowych (15 grudnia – 15 marca). Prace budowlane rozpoczęły się 27 sierpnia 2020, a drążenie tunelu TS-26 – 5 grudnia 2020[130]. Oddanie do ruchu planowane było na 13 września 2023, ostatecznie odcinek ten otwarto 31 lipca 2024 roku[131].
- Kamienna Góra Północ (z węzłem) – Lubawka (granica z Czechami), dł. 15,3 km. Przetarg na ten kontrakt wygrało konsorcjum Mosty Łódź i PBDI. Ten odcinek wymaga wykonania 3 węzłów drogowych: Kamienna Góra Północ, Kamienna Góra Południe i Lubawka. Wartość inwestycji to 879,696 mln zł a czas realizacji – 31 miesięcy od daty podpisania umowy, z wyłączeniem okresów zimowych (15 grudnia – 15 marca). Oddanie do ruchu planowane jest na 15 kwietnia 2023 (do węzła Lubawka). Ostatecznie odcinek oddano do ruchu 29 września 2023 roku z wyjątkiem 3-kilometrowego odcinka od węzła Lubawka do granicy z Czechami. Odcinek ten zostanie udostępniony kierowcom po zakończeniu prac przy budowie Autostrady D11 w Czechach, która według czeskiej administracji drogowej ma nastąpić w 2025 roku[132]. Obecnie planowany termin oddania do użytku przygranicznego odcinka S3 to 2027 rok.[potrzebny przypis]

## Odcinki nieoznaczone jako droga S3

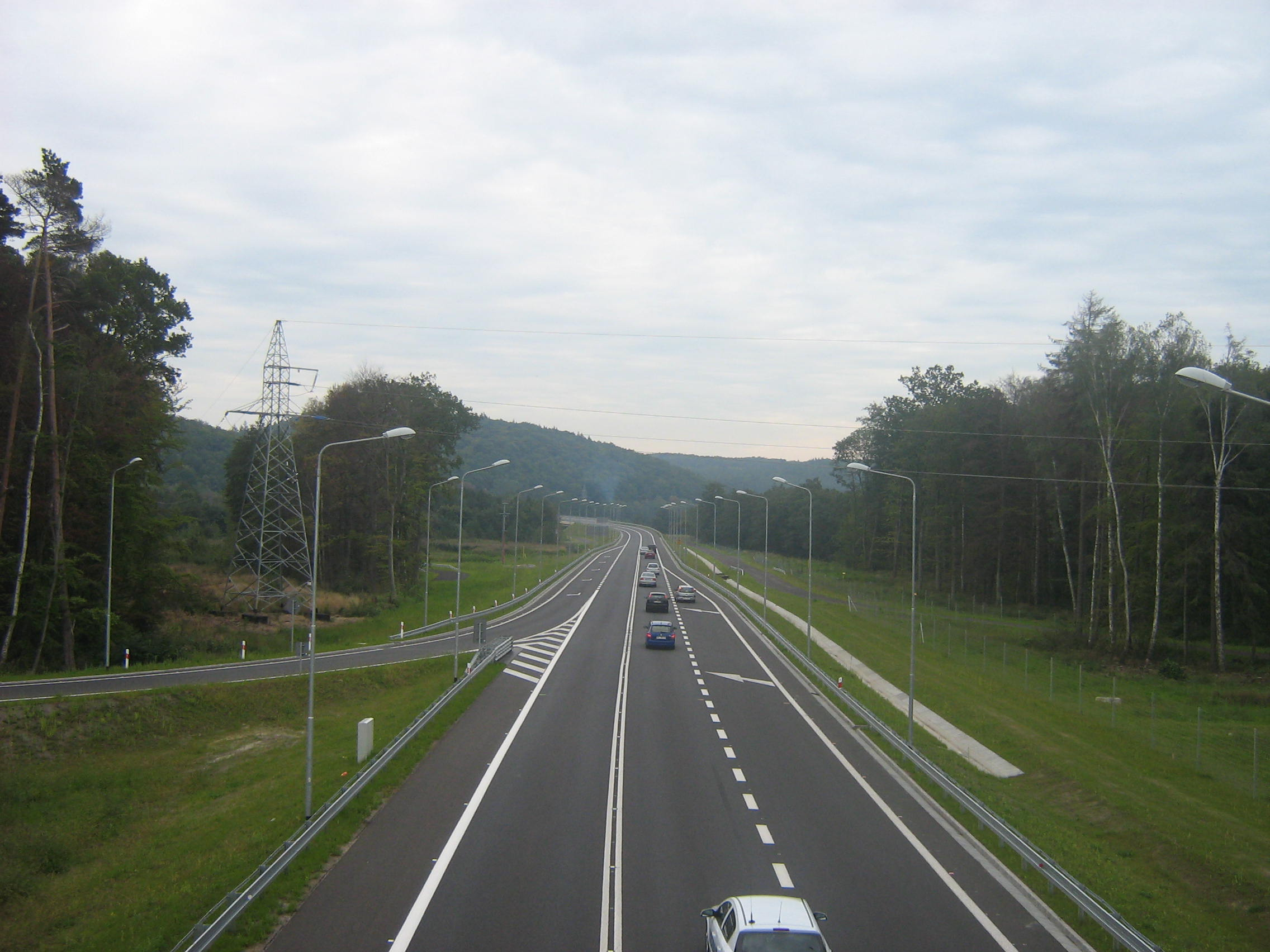
Obwodnica Międzyzdrojów o długości 2,9 km, otwarta 20 czerwca 2008.

Następujące nowe, bądź przebudowane odcinki o łącznej długości 5,4 km nie są oznaczone jako S3:

### Obwodnica Międzyzdrojów
2,9-kilometrowy, jednojezdniowy odcinek obejścia Międzyzdrojów z 300-metrową estakadą i układem dróg łączących (bud. listopad 2006 – 20 czerwca 2008). Droga zostanie oznaczona jako droga ekspresowa po budowie S3 na odcinku Świnoujście – Troszyn.

### Obwodnica Wolina

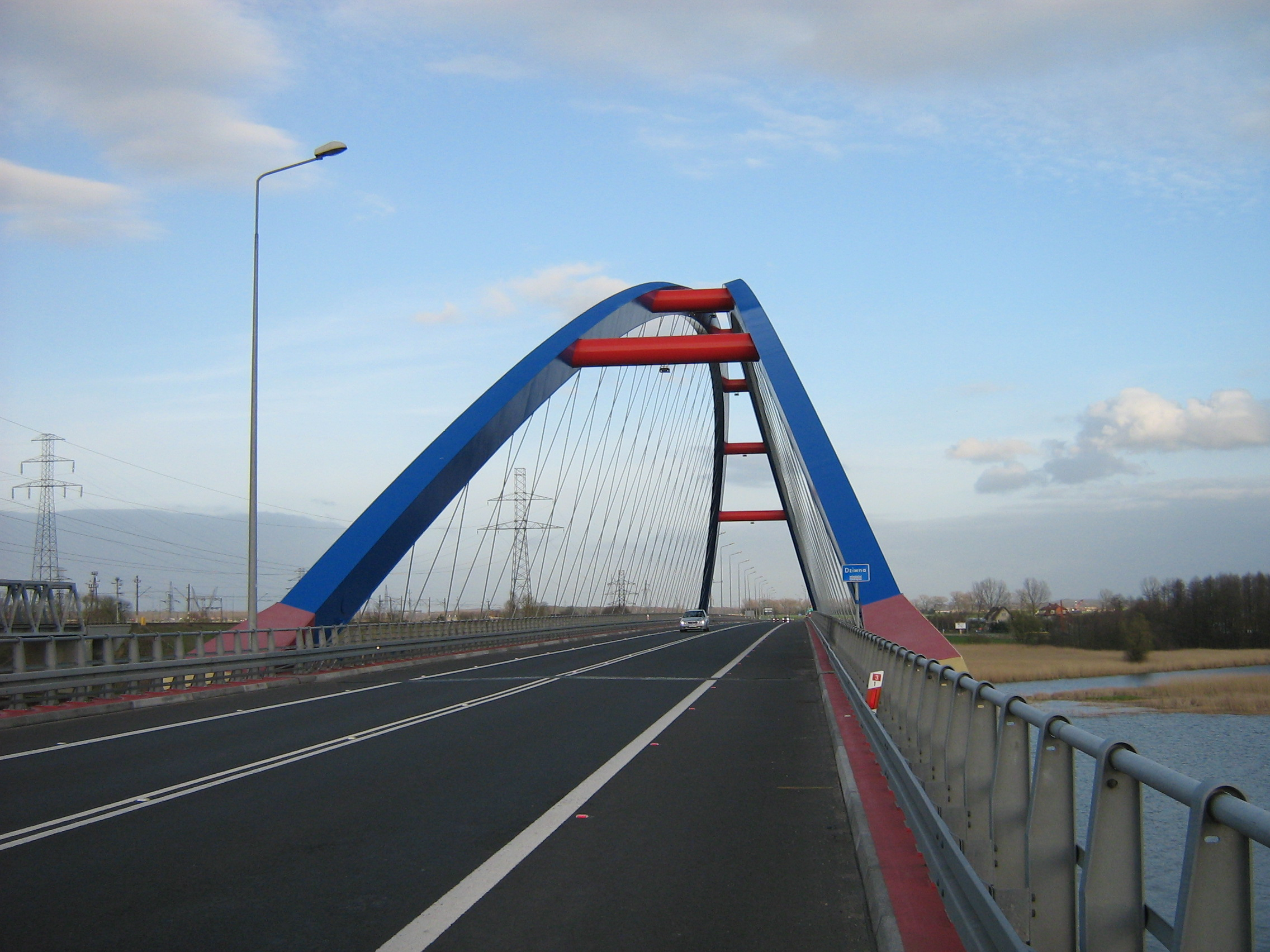
Most w Wolinie nad Dziwną w ciągu obwodnicy miasta.

2,5-kilometrowy odcinek jednojezdniowej obwodnicy Wolina (wraz z nowym mostem nad Dziwną i estakadą dojazdową oraz układem dróg łączących) otwarto w grudniu 2003 r.. Droga krajowa nr 3 na tym odcinku zostanie oznaczona jako S3 po dostosowaniu do parametrów drogi ekspresowej odcinka Świnoujście – Troszyn.

## Odcinki w budowie

### Świnoujście – Troszyn

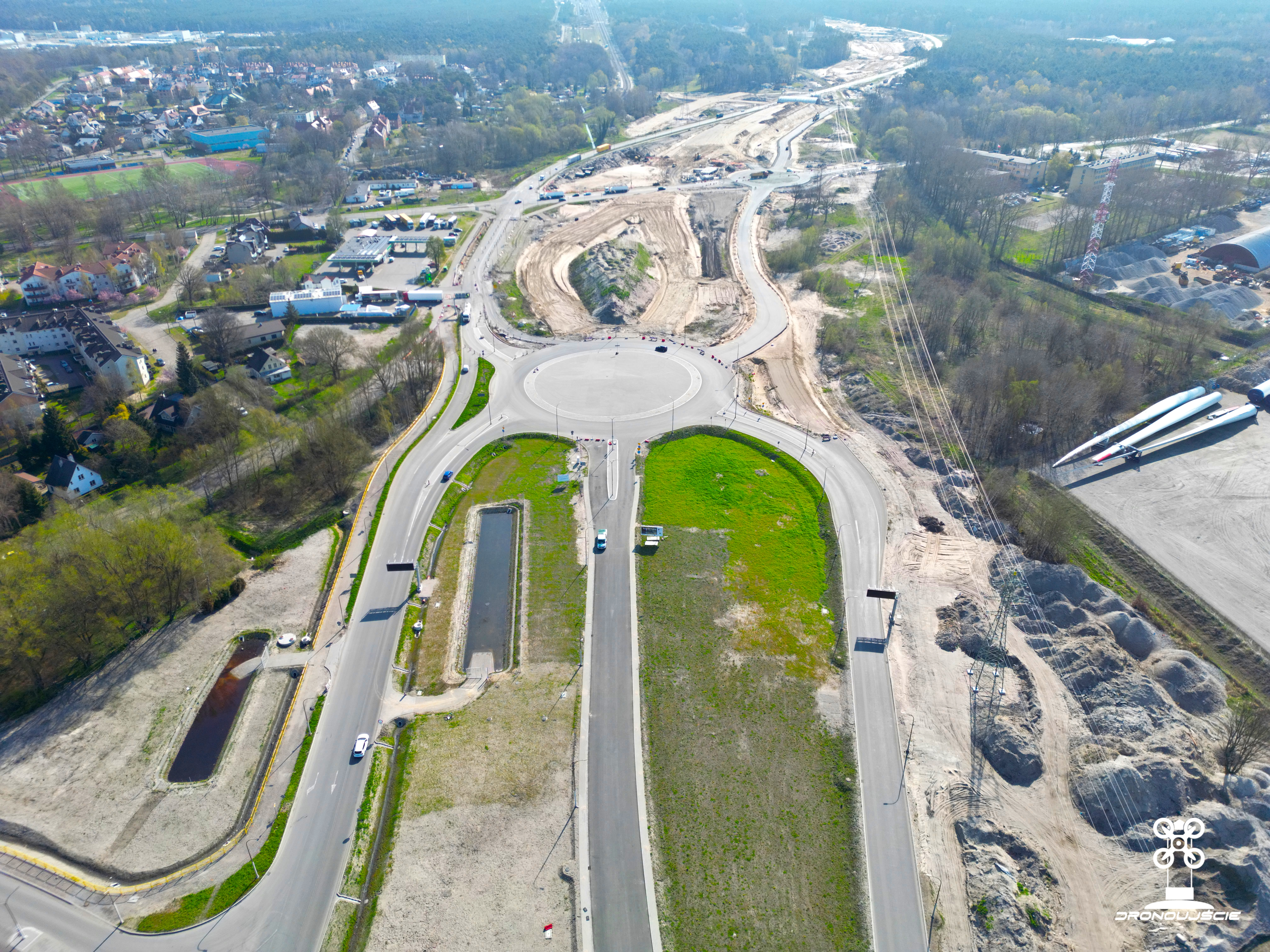
Węzeł Świnoujście – Zarys początku S3.

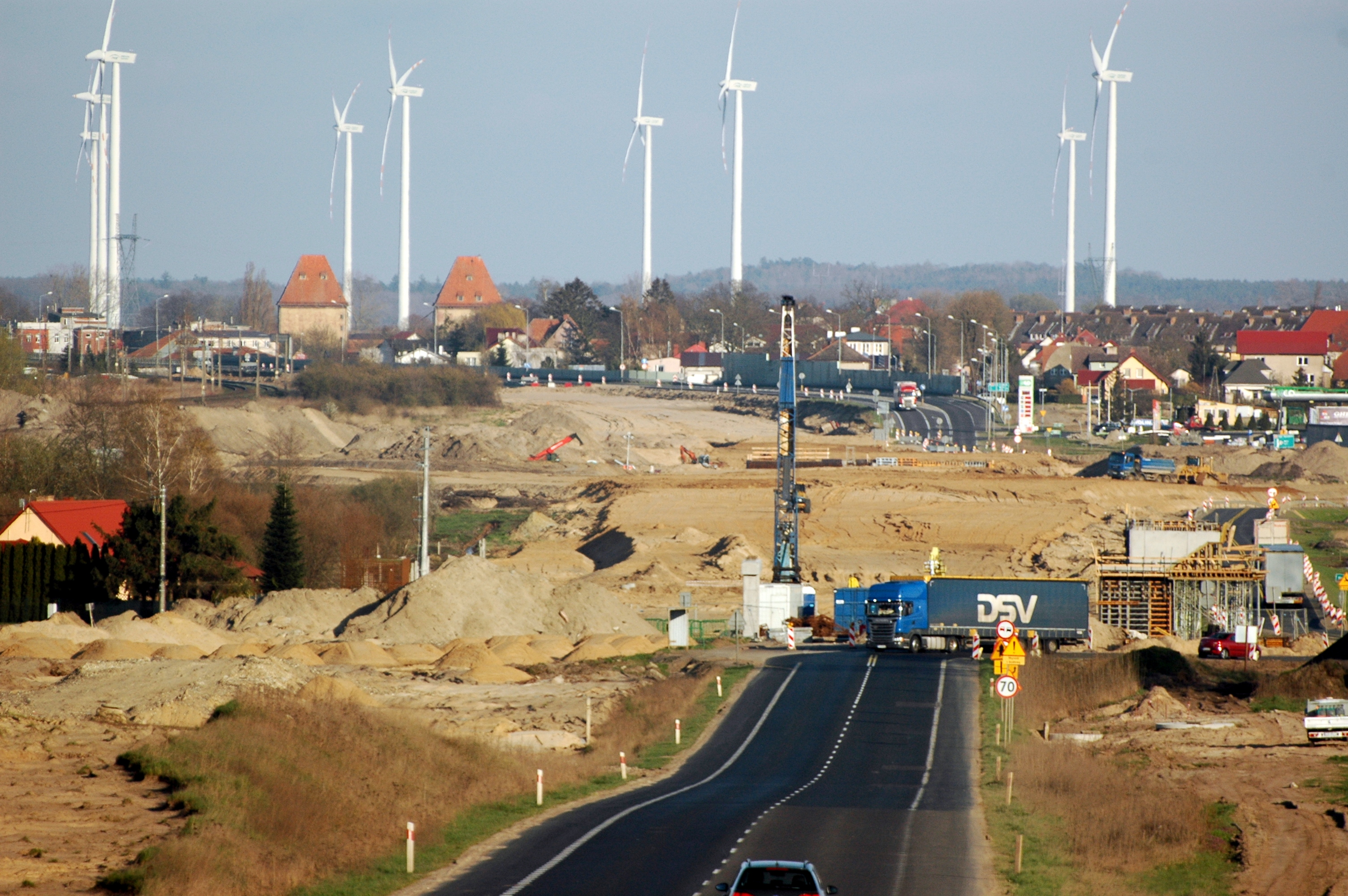
Powstająca S3 w okolicy Wolina (kwiecień 2023)

2 grudnia 2019 ogłoszono przetarg na zaprojektowanie i budowę 33-kilometrowego odcinka S3 od ronda przy tunelu pod Świną w Świnoujściu do obwodnicy Troszyna, Parłówka i Ostromic. Zadanie podzielono na dwa odcinki:
- Świnoujście – węzeł Dargobądz (długości 17,1 km) – 28 sierpnia 2020 podpisano umowę z Pol-Aqua SA, która zaprojektowała i buduje ten odcinek za 689 mln zł. Zakończenie robót planowane było na 28 maja 2024,
- węzeł Dargobądz – Troszyn (długości 15,9 km) – 28 sierpnia 2020 podpisano umowę z konsorcjum trzech firm: Poldbud-Pomorze Sp. z o.o., Intop Skarbimierzyce Sp. z o.o., Intop Warszawa Sp. z o.o. i PRD Nowogard SA, które zaprojektowało i buduje ten odcinek za 679 mln zł. Zakończenie robót planowane było na 28 maja 2024. Na początku marca 2024 Polbud zawiesił prowadzenie robót domagając się wcześniej bezskutecznie dodatkowych 108 mln zł ze względu na rewaloryzację wartości kontraktu oraz 6,7 mln zł za nieobjętą przetargiem przebudowę gazociągu[136]. 20 marca tego samego roku zawarto wstępne porozumienie pomiędzy GDDKiA a konsorcjum Polbudu, na podstawie którego wykonawca wznowił prowadzenie robót w dniach od 21 marca do 8 kwietnia[137].